# 馬利尼夫卡 (科羅斯滕區)
50°47′53″N 29°16′13″E / 50.79806°N 29.27028°E
马利尼夫卡（烏克蘭語：Малинівка），是烏克蘭北部日托米爾州科羅斯滕區马林市镇的村落。始建於1871年，面積2.55平方公里，海拔高度181米，2001年人口568，人口密度每平方公里222.66人。